# Ястребник
Ястребник (на македонска литературна норма: Јастребник) е село в източната част на Северна Македония, част от Община Кочани.

## География
Селото се намира високо в Осоговската планина, северно от град Кочани.

## История
В края на XIX век Ястребник е чисто българско село в Кочанска кааза на Османската империя. Според статистиката на Васил Кънчов („Македония. Етнография и статистика“) от 1900 година Ястремникъ има 210 жители българи християни.
По данни на секретаря на Българската екзархия Димитър Мишев („La Macédoine et sa Population Chrétienne“) през 1905 година в селото (Yastramik) има 264 жители българи екзархисти и в него функционира българско училище.
При избухването на Балканската война в 1912 година 1 човек от селото е доброволец в Македоно-одринското опълчение.
Според преброяване от 2002 в селото има 23 домакинства с 34 къщи.

## Личности
Родени в Ястребник
- Георги Карев Даутов, македоно-одрински опълченец, 4 рота на 2 скопска дружина[5]